# Laurene Powell Jobs
Laurene Powell Jobs, född 6 november 1963 i West Milford i New Jersey, är en amerikansk affärskvinna, aktivist och filantrop.
Hon avlade en kandidatexamen i nationalekonomi vid Wharton School och en master of business administration vid Stanford University.
Hon var gift med IT-entreprenören Steve Jobs, som var med och grundade och ledde Apple Inc, mellan 1991 och 2011 när Jobs avled av endokrin pankreascancer. De två har tre barn tillsammans. Den amerikanska ekonomitidskriften Forbes rankar Powell Jobs som världens 43:e rikaste med en förmögenhet på $20,6 miljarder per den 26 oktober 2018.
Powell Jobs har tidigare arbetat för investmentbolagen Merrill Lynch och The Goldman Sachs Group. Hon var med och grundade välgörenhetsorganisationen College Track 1997 som arbetar med att få fler ungdomar från låginkomstfamiljer att gå högre utbildningar och vägleda de som ville som blev ofta ignorerade av studie- och yrkesvägledare. 2004 grundade Powell Jobs företaget tillika tankesmedjan Emerson Collective, där den arbetar aktivt med att försöka få till policyförändringar för hälsa, immigration, medborgarrätt, miljövård och utbildning. När Steve Jobs avled 2011 hade han 5,5 miljoner aktier i Apple. Hon ägde 2016 runt 4% av underhållningsjätten Walt Disney Company, året innan ägde hon uppemot 8% och var då Disneys största enskilda aktieägare. Ägarskapen i Apple och Disney härrör från Steve Jobs tillgångar. Under samma år köpte Emerson Collective och Powell Jobs en minoritetsaktiepost i filmproduktionsbolaget Anonymous Content som har producerat filmer som Babel, Eternal Sunshine of the Spotless Mind, The Revenant och Spotlight. Den 28 juli 2017 meddelade The Atlantic att Emerson Collective och Powell Jobs hade förvärvat en majoritetsaktiepost i tidskriften. 2017 köpte hon omkring 20% av holdingbolaget Monumental Sports & Entertainment, som i sin tur äger och driver sportlagen Washington Capitals (NHL), Washington Mystics (WNBA) och Washington Wizards (NBA) samt inomhusarenan Capital One Arena.
Hon äger superyachten Venus, den var dock beställd av Steve Jobs men han avled innan den blev färdig. Superyachten ska ha kostat $100 miljoner att färdigställa. Sedan 2013 är hon partner med politikern Adrian Fenty, före detta borgmästare i Washington, D.C. Hon var tidigare svägerska till författaren Mona Simpson och styvmor till journalisten Lisa Brennan-Jobs via sitt äktenskap med Steve Jobs.